# Missionskreuz Eilendorf
Das Missionskreuz Eilendorf befindet sich im Aachener Stadtteil Eilendorf an der äußeren Chorwand der Pfarrkirche St. Severin. Errichtet wurde es im Anschluss an die erste Volksmission, die vom 31. Oktober bis 11. November 1869 abgehalten wurde.

## Geschichte
In der Pfarrchronik berichtet Pfarrer Theodor Stapper (1831–1895): 

„31. Oktober bis 11. November. In diesen Tagen wurde von den P. P. Redemptoristen Zürn, Essing, Spoos und Scheepers und später unter Aushilfe der P. P. Heilig und Fröhlig eine zwölftägige Mission gehalten. Obgleich das Wetter während der ganzen Dauer der Mission entsetzlich war, so fand dieselbe doch eine erfreuliche Teilnahme. Vor allem brachte die Errichtung des Missionkreuzes die ganze Pfarre auf die Beine. Der Moment der Errichtung selbst hatte neben der religiösen Seite auch eine malerische. Auf der Höhe wurde das Kreuz mit dem Bilde des Heilands empor gerichtet und an Seilen in die Höhe gezogen. Zwei Leitern standen daneben, Dienstfertige Männer mit kräftigen Armen waren bei der Handlung tätig. Rings um den Berg stand in Andacht das gläubige Volk zu Tausenden und bedeckte die Umgebung so weit man sah.“

Theodor Stapper war von 1866 bis 1888 als Pfarrer an St. Severin tätig. Der Gemeinderat in Eilendorf beschloss am 27. April 1900, die heutige Stapperstraße nach ihm zu benennen, die zu diesem Zeitpunkt neu angelegt wurde.
Die letzte Volksmission vor dem Zweiten Weltkrieg begann am 14. Februar 1932. 

## Aufbau
Das Kreuz steht auf einem 85 cm hohen Steinsockel, welcher aus „Schevenhüttener Schiefer“ besteht. Das Kreuz selbst aus einem Eichenbalken mit den Maßen 20 × 15 cm.
Die Höhe des Kreuzes beträgt etwa 4,60 m und in der Breite 1,90 m. Der Corpus ist aus Holz gearbeitet und ca. 1,60 m hoch und 1,50 m breit. Das Kreuz ist an der Chorwand verankert und mit einem Dach bestehend aus Holz und Kupferblech abgedeckt.
Am Kreuz selbst ist eine Holztafel in der Größe von 60 × 24 cm angebracht, welche die Jahresdaten der stattgefundenen Volksmissionen nennt. (Volksmissionen: 1893, 1912, 1922, 1932, 1951). Die ursprünglich im Holz vertiefte Inschrift lautet: MISSIO 1869. Oben am Kreuz angebracht ist eine Plakette mit der Inschrift „INRI“.